# Herman z Pragi
Herman z Pragi (ur. ok. 1280, zm. 31 grudnia 1349 w Ornecie) – biskup warmiński.

## Życiorys
Odbył studia prawnicze w Bolonii a następnie został kustoszem kapituły w Pradze. W 1327 r. był kapelanem papieskim i audytorem Roty papieskiej w okresie tzw. niewoli awiniońskiej. Doradca króla Jana Luksemburskiego. Posiadał tytuły kanonika na Wyszehradzie w Pradze i kanonika w Ratyzbonie.
4 grudnia 1337 papież Benedykt XII mianował go biskupem warmińskim, po kilkuletnim wakacie na stolicy biskupiej. Po śmierci Henryka Wogenapa Krzyżacy doprowadzili do wyboru na biskupa członka zakonu, Marcina de Guideto, który nie uzyskał zatwierdzenia. Kandydatura Hermana spotkała się z oporem zakonu krzyżackiego. Objął on jednak rządy w diecezji w kwietniu 1338.
Kapituła katedralna, która wybrała innego kandydata, uznała papieską decyzję, jednak Krzyżacy początkowo odmówili mu wjazdu do Prus. Dopiero w 1340 r. zaczął sprawować biskupstwo na Warmii, przebywając w Ornecie (Wormditt). W październiku 1340 r., w obecności wielkiego mistrza Dietricha von Altenburg doszedł do porozumienia z biskupem Sambii Johannem Clare (1320−1344) w sprawie przebiegu wschodniej granicy diecezjalnej. W 1341 r. zawarł ugodę z Krzyżakami dotyczącą południowej granicy diecezji warmińskiej. W ramach reorganizacji sieci parafii przeniósł stolicę biskupią z Braniewa do Ornety (1341). W 1347 założył klasztor pustelników augustianów w Reszlu. Przyznał tereny koło Olsztyna kapitule warmińskiej. Był fundatorem kolegiaty w Dobrym Mieście (1341).